# Lei da atração
A expressão lei da atração (em inglês, law of attraction), apesar de utilizada amplamente pelo movimento do Novo Pensamento (New Thought), possui várias definições, mas é mais frequentemente associada a um princípio pseudocientífico  que motiva uma série práticas para realização de objetivos pessoais. Algumas referências do início do século XX conceptualizavam princípios físicos atrativos como fundamentais na estruturação da matéria já que, nas ciências físicas, são necessárias interações atrativas entre constituintes para a formação de equilíbrios estáveis. Essas referências, entretanto, se referem a 'interações' e 'atração' no sentido da dinâmica das teorias físicas, e não da interação entre pessoas, acontecimentos e ideias na vida cotidiana. Um consenso mais moderno entre os pensadores do Novo Pensamento é que a lei da atração diz que os pensamentos das pessoas (tanto conscientes quanto inconscientes) ditam a realidade de suas vidas, estejam elas sabendo disso ou não. Essencialmente, "se você realmente quer alguma coisa e realmente acredita que é possível, você vai consegui-la", mas colocar muita atenção e pensamento em algo que você não queira significa que você também vai receber esta coisa.
A atenção popular pela lei da atração atingiu seu pico após o lançamento do livro e do filme O Segredo. Depois do lançamento do filme, o livro Law of Attraction: The Basics of the Teachings of Abraham, por Esther Hicks e Jerry Hicks, entrou para a lista de Best Sellers do New York Times, chamando mais atenção e interesse a este tópico. Antes disso, o casal já estava neste campo desde a década de 1980. Em 2007, Oprah Winfrey começou uma série de entrevistas durante seu talk show sobre a lei da atração.
A lei da atração não possui credibilidade na comunidade técnico-científica. O físico Ali Alousi, por exemplo, criticou como não-mensurável (e portanto não científico), bem como questionou a probabilidade que pensamentos possam afetar qualquer coisa fora da cabeça. A Associated Press também escreveu que "alguns profissionais médicos sugerem que este pensamento pode levar a uma mentalidade de "culpar a vítima", e ser realmente perigoso para pessoas que sofram de doenças sérias ou desordens mentais".

## Introdução
Muitos proponentes modernos dizem que a lei da atração tem suas raízes na Física Quântica.  A falta de evidências empíricas que corroborem com essas premissas faz com que sejam amplamente consideradas uma tipo de misticismo quântico. De acordo com os proponentes desta lei, os pensamentos possuem uma energia que atrai energias semelhantes Para controlar esta energia, os proponentes dizem que as pessoas devem praticar quatro coisas:
1. Saber o que você quer.
2. Pensar no que você quer com bastante convicção .
3. Sentir e se comportar como se o objeto de seu desejo está a caminho.
4. Estar aberto para recebê-lo.

Pensar no que você não tem, dizem, manifesta-se em não ter, enquanto que se alguém adere a estes princípios e evita pensamentos "negativos", o Universo irá manifestar os desejos da pessoa.
Os cientistas criticam a falta de falseabilidade e testabilidade destas alegações. A evidência fornecida é normalmente anedótica e, por causa da natureza de auto-seleção dos relatos positivos, assim como à natureza subjetiva de qualquer resultados, são muito suscetíveis a erros de interpretação como a "tendência à confirmação" e à "tendência à seleção". As referências a teorias científicas modernas também são criticadas. Apesar das ondas cerebrais terem um sinal elétrico, os princípios de física quântica não funcionam da forma que os proponentes da lei da atração descrevem-na.
O próprio uso do termo "lei" tem sido atacado. Os críticos afirmam que o uso do termo e as referências vagas à física quântica para conectar quaisquer feitos não explicados ou aparentemente impossíveis são as marcas que distinguem a pseudociência moderna. Os proponentes da lei da atração entretanto dizem que a natureza da 'lei' não é definida cientificamente, e a palavra 'lei' possui o mesmo peso de outras 'leis' não científicas de outras religiões, como a 'lei do carma' e os dez mandamentos, de maneira que deve ser igualmente respeitada.

### Controvérsias na área da saúde
Os princípios da lei da atração também tem sido interpretados no campo da medicina e das doenças. Em 1990, Bernie Siegel (um professor assistente clínico de cirurgia em Yale) publicou um livro popular, Love, Medicine and Miracles (Amor, Medicina e Milagres), que alega que o tratamento das doenças era relacionado à imaginação, vontade e crenças das pessoas. Siegel afirmou que "amor" era a fonte da saúde e longevidade declarando que "se você quer ser imortal, ame alguém."
A prescrição de Siegel tem sido rejeitada pela comunidade médica. O crítico mais notável é o neuroendocrinologista e professor de Stanford Robert Sapolsky, que dedicou um capítulo inteiro em seu livro Why Zebras Don't Get Ulcers ("Por que zebras não desenvolvem úlceras") à crítica de Siegel. Sapolsky chama a ideia de Siegel como "bobagem benigna" mas é extremamente crítico ao que ele vê como culpar os pacientes pela suas doenças, baseado apenas em evidência anedótica questionável. Sapolsky resume sua crítica assim:

## História

### Uma "lei da atração oculta", 1879
O New York Times foi o primeiro grande jornal a usar a expressão "lei da atração". A edição de 6 de abril de 1879 descreveu os vagões de trens da corrida do ouro do Colorado como "se movendo em obediência a alguma lei da atração oculta que sobrepuja todos obstáculos enquanto progridem em direção a seu destino"

### Uma "energia de atração" física, 1902
Desde 1902 podem ser encontradas referências a algo similar à lei da atração particularmente em discussões sobre a formação da matéria. John Ambrose Fleming, um engenheiro eletricista e físico da virada do século descreveu "toda manifestação completa, de qualquer tipo e em qualquer escala" como uma "irresistível energia de atração" que faz com que os objetos "aumentem em poder e definição de objetivo, até que o processo de crescimento seja completo e a forma madura surja como um fato realizado"

### O Movimento Novo Pensamento, 1904 - 1907
O Movimento Novo Pensamento foi imprescindível para a dispersão das ideias relacionadas à Lei de Atração. O movimento foi criado no século XIX por Phineas Parkhurst Quimby (1802-1866) e tinha como fundamento que o pensamento humano teria o poder de curar doenças se usado da maneira correta, e, que inclusive as próprias doenças derivariam da mente de cada indivíduo. O grupo alegava conseguir curar as pessoas por meio da hipnose, usando de técnicas como o Magnetismo animal (também conhecido por mesmerismo devido ao seu criador, Franz Mesmer). Com o passar do século XIX, o movimento passou a tornar-se muito mais similar a um culto, levando a diferentes vertentes no grupo e culminando na criação de igrejas nos Estados Unidos por seguidores do movimento, como a Igreja da Ciência Divina em 1888 e a Igreja da Unidade em 1889.
Thomas Troward, que teve uma forte influência sobre o Movimento do Novo Pensamento, alegou que o pensamento precede a forma física, e que "a ação da Mente planta o núcleo que, se puder crescer sem interferência, eventualmente irá atrair para si todas as condições necessárias para sua manifestação em uma forma visível"
Em 1906, William Walker Atkinson (1862 - 1932) usou a frase em seu livro Movimento do Novo Pensamento Thought Vibration or the Law of Attraction in the Thought World. No ano seguinte, Elizabeth Towne, editor do "The Nautilus Magazine, a Journal of New Thought", publicou o livro de Bruce MacLelland Prosperity Through Thought Force ("Prosperidade pela Força do Pensamento"), em que ele resumiu o princípio: "Você é o que você pensa, não o que você pensa que é".
Wallace Delois Wattles (1860-1911) e sua obra foram muito importantes no Novo Pensamento e na autoajuda. Seus livros A Ciência de ficar Rico e A Ciência do Bem-Estar, tem sido amplamente citados e permanecem em circulação.

### A "Lei da Atração" na Teosofia, 1915 - 1919
A expressão "lei da atração" aparece nos escritos dos autores teosóficos Willian Quan Judge em 1915, e Annie Besant em 1919.

### Dos anos 1950 a 2000
No meio do século XX, vários autores abordaram o tópico e ideias relacionadas em uma grande variedade de termos religiosos, ocultos e seculares, como "pensamento positivo", "ciência da mente", "cristianismo pragmático", "Novo Pensamento", "metafísica prática", "Ciência da Mente"/"Ciência Religiosa" e "Ciência Divina". Entre os vários autores que usaram tais termos destacam-se Florence Scovel Shinn (1925), Sri K. Parvathi Kumar, (1942), Alice Bailey (1942).
 e Joseph Murphy, entre outros.

### A "lei da atração" no século XXI
Em 2006, o filme O Segredo, baseado na "lei da atração", foi lançado e deu origem a um livro com o mesmo título em 2007. O filme e o livro receberam ampla atenção da mídia, como o Saturday Night Live para o The Oprah Winfrey Show nos Estados Unidos. No mesmo ano o livro de Hickses The Law of Attraction estava na lista dos mais vendidos do New York Times.
O sucesso do filme e vários livros levou a um aumento da cobertura da mídia. Oprah Winfrey dedicou dois episódios de seu show à discussão do filme e a lei da atração. Larry King também discutiu-o em seu show mas criticou-o por várias razões. Ele apontou o sofrimento no mundo e perguntou "se o Universo manifesta abundância a um mero pensamento, por que há tanta pobreza, fome e morte?"
Esta crítica é semelhante a outras de que a lei da atração só funciona por que a maioria das histórias citadas nos livros e filmes são sobre pessoas que vivem em uma cultura que oferece alternativas que permitem à pessoa vencer as adversidades, o que não é verdade para grande parte do mundo. Contudo é uma crítica errônea, pois o Universo manifesta a abundância por sentimentos. Pensar positivo não basta.
Em agosto de 2008, o livro de Esther e Jerry Hickses "Dinheiro e a Lei da Atração: Aprendendo a Atrair Saúde, Riqueza e Alegria" apareceu na lista de mais vendidos do New York Times. Mais recentemente, os livros voltados à Lei de Atração continuam extremamente populares, como "A lei da atração: O segredo, de Rhonda Byrne, colocado em prática" de Michael J. Losier foi Best-Seller em mais de 20 países.  E, com a popularização das redes sociais nos últimos anos, a pseudociência propagou-se ainda mais em plataformas como Youtube e Instagram junto com outras desinformações relacionadas à ciência.